# 2 tháng 10
Ngày 2 tháng 10 là ngày thứ 275 (276 trong năm nhuận) trong lịch Gregory. Còn 90 ngày trong năm.

## Sự kiện
- 945 – Quân Nam Đường chiếm được kinh thành Kiến châu của Mân, Hoàng đế Mân Vương Diên Chính đầu hàng.
- 1535 – Nhà thám hiểm người Pháp Jacques Cartier đi ngược dòng sông Saint-Laurent tới làng Hochelaga của người Iroquois, nay thuộc Montréal, Canada.
- 1627 – Chu Do Kiểm trở thành hoàng đế triều Minh, tức Sùng Trinh Đế, là hoàng đế thứ 17 và cuối cùng của Triều đại này.
- 1928 – Thánh Josemaría Escrivá thành lập Opus Dei, một tổ chức toàn cầu của người thế tục trong Giáo hội Công giáo Rôma.
- 1936 – Khánh thành tuyến đường sắt xuyên Đông Dương nối giữa Hà Nội và Sài Gòn, được người Pháp xây dựng từ năm 1898.
- 1941 – Chiến tranh thế giới thứ hai: Quân đội Đức bắt đầu tiến hành một cuộc tiến công tổng lực nhằm vào thủ đô Moskva của Liên Xô.
- 1955 - ENIAC chấm dứt hoạt động.
- 1964 – Sử thi vũ đạo Âm nhạc Đông phương hồng công diễn tại Đại lễ đường Nhân dân Bắc Kinh, Trung Quốc.

## Sinh
- 1452 – Richard III của Anh, quốc vương Anh (m. 1485)
- 1810 – Nguyễn Phúc Cự, tước phong Thường Tín Quận vương, hoàng tử con vua Gia Long (m. 1849).
- 1835 – Nguyễn Phúc Hồng Hưu, tước phong Gia Hưng vương, hoàng tử con vua Thiệu Trị (m. 1885).
- 1847 – Paul von Hindenburg, thống chế và chính khách người Đức (m. 1934)
- 1851 – Ferdinand Foch, quân nhân, người hùng chiến tranh Pháp (m. 1929)
- 1869 – Mahatma Gandhi, anh hùng dân tộc Ấn Độ (m. 1948)
- 1882 – Boris Mikhailovich Shaposhnikov, chỉ huy cao cấp của Hồng quân được phong hàm Nguyên soái Liên Xô (m. 1945)
- 1883 – Karl von Terzaghi, kỹ sư xây dựng và địa chất người Áo
- 1917 – Christian de Duve, nhà tế bào học và nhà hóa sinh người Bỉ
- 1933 – John Gurdon, nhà sinh vật học Anh
- 1935 – Omar Sívori, cầu thủ bóng đá người Argentina (m. 2005)
- 1940 – Graham Greene, tiểu thuyết gia người Anh
- 1945 – Don McLean, nhạc sĩ Mỹ
- 1946 – Sonthi Boonyaratglin, tổng tư lệnh của Quân đội Hoàng gia Thái Lan kiêm người đứng đầu của Hội đồng Anh ninh Quốc gia, hội đồng quân đội thống trị vương quốc
- 1951
  - Romina Power, nữ ca sĩ và diễn viên Mỹ
  - Sting, ca sĩ kiêm diễn viên người Anh
- 1952 – Phêrô Nguyễn Văn Khảm, giám mục Công giáo người Việt Nam, Giám mục chính tòa Giáo phận Mỹ Tho
- 1962 – Jeff Bennett, Diễn viên lồng tiếng Mỹ được liệt kê vào trong số "các tên tuổi lồng tiếng hàng đầu"
- 1967 – Thomas Muster, cựu tay vợt số một thế giới người Áo
- 1970 – Maribel Verdú, Diễn viên người Tây Ban Nha
- 1971
  - Tiffany Darwish, ca sĩ, dien viên Mỹ
  - Đàm Vĩnh Hưng, nam ca sĩ người Việt Nam
- 1978 – Hamasaki Ayumi, nữ ca sĩ, nhạc sĩ và cũng là một Diễn viên người Nhật Bản
- 1992 – Vũ Cát Tường, nữ ca sĩ người Việt Nam
- 1992 – Alisson Becker, cầu thủ bóng đá người Brazil

## Mất
- 1496 – Lương Thế Vinh (s. 1441)
- 1849 – Nguyễn Phúc Miên Cung, tước phong Sơn Định Quận công, hoàng tử con vua Minh Mạng (s. 1824).
- 1988 – Trần Duy Hưng, bác sĩ, chính khách Việt Nam (s. 1912)
- 2008 – Choi Jin Sil, Diễn viên nữ người Hàn Quốc (s. 1968)
- 2012 – Nguyễn Chí Thiện, nhà thơ người Việt Nam (s. 1939)

## Những ngày lễ và kỷ niệm
- Ấn Độ – Gandhi Jayanti (s. nhật Mahatma Gandhi, 1869)